# Tsoukalaíika (ort i Grekland, Västra Grekland)
Tsoukalaíika (Tsoukalaiika, Tsoukaleika) är en ort i Grekland.   Den ligger i prefekturen Nomós Achaḯas och regionen Västra Grekland, i den centrala delen av landet, 180 km väster om huvudstaden Aten. Tsoukalaíika ligger 51 meter över havet och antalet invånare är 393.
Terrängen runt Tsoukalaíika är platt söderut, men österut är den kuperad. Havet är nära Tsoukalaíika åt nordväst. Runt Tsoukalaíika är det ganska tätbefolkat, med 134 invånare per kvadratkilometer. Närmaste större samhälle är Patras, 12,4 km nordost om Tsoukalaíika. 